# Burg Pobrežje

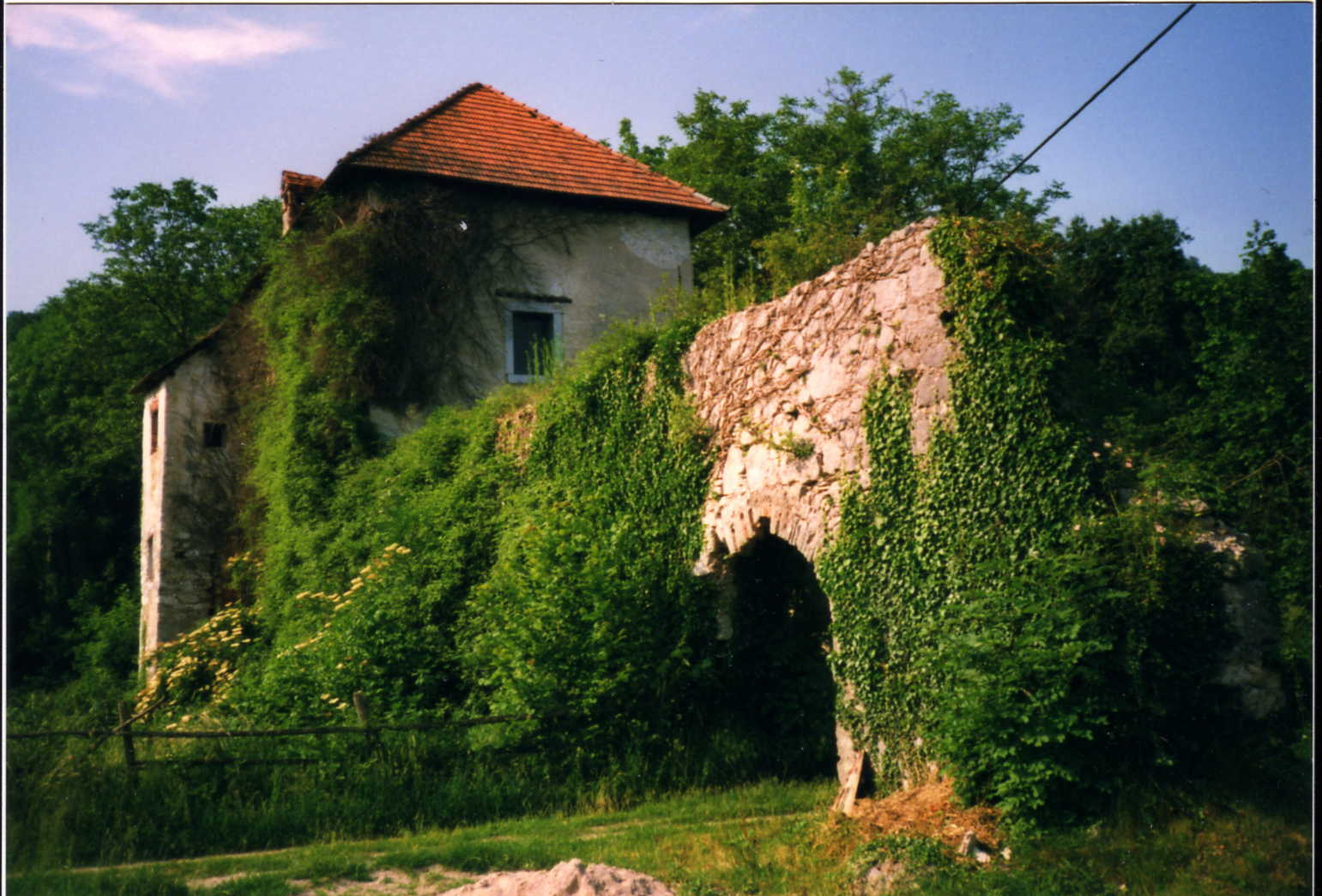
Burg Pobrežje

Die Ruine der Burg Pobrežje (Burg Freyenthurn) steht in der gleichnamigen Siedlung in der Region Bela Krajina in Slowenien.

## Geschichte
Im Jahre 1547 kam der kroatische Adelige Johann Freiherr von Lenkowitsch aus dem Gebiet Žumberak (Sichelburg) in Besitz der Siedlung Pobrežje an der Kolpa nahe den Dörfern Purga (Burgstall) und Dolenjci (Dollenz) in der Weißkrain, weil es Teil des Besitzes Burg Maichau war, den er erworben hatte. Im Museum der Bela krajina in Metlika (Möttling) wird sein steinernes Wappen aufbewahrt, welches einst Teil der Burg war. Nachdem diese Siedlung in seinen Besitz kam, siedelte er dort Uskoken an. Auf seinem Grabstein steht geschrieben: „Hans Lenkowitsch zu Freyenthurn an der Colp“.
Lenkowitsch, der später General der Militärgrenze wurde, bat den österreichischen Kaisers Ferdinand I. 1550 um die Erlaubnis an dieser Stelle, einem Felsen hoch über dem Fluss Kolpa, wo eine Furt lag, eine Burg zu bauen. Die Burg wurde schließlich im Jahre 1557 als Wehranlage gegen die Türken fertiggestellt. Sie wurde zur wichtigsten und größten Wehranlage der Bela krajina. Die Burg wurde auf Deutsch Freienthurn (bzw. Freyenthurn) genannt, wohl weil sie die Türken nie einnehmen konnten.
Die Anlage wurde während des Zweiten Weltkrieges zweimal niedergebrannt. Während der italienischen Besatzung war dort ein italienischer Posten untergebracht. Zuletzt wurde die Burg am 22. März 1945 von den Partisanen angezündet. Die wesentliche Zerstörung folgte aber nach dem Krieg, als die Bewohner von Adlešiči die Ruinen zum Wiederaufbau ihres niedergebrannten Dorfes verwendeten.
Heute sind im Wesentlichen nur noch Ruinen der einst mächtigen Burg übriggeblieben.
Die Burg wurde aufgrund ihrer idyllischen Lage Anfang des 20. Jahrhunderts sehr gerne von Künstlern und Dichtern besucht. In Öl verewigt wurde sie von den Malern Ivan Žebota im Jahre 1903 (heute im Besitz der Kunstgalerie Maribor) und von Franc Klemenčič 1923.
Der Maler und Dichter Maksim Gaspari widmete ihr 1936 sogar eine Strophe eines Gedichtes. Die ersten Zeichnungen der Anlage wurde von Valvasor 1689 angefertigt.

## Galerie

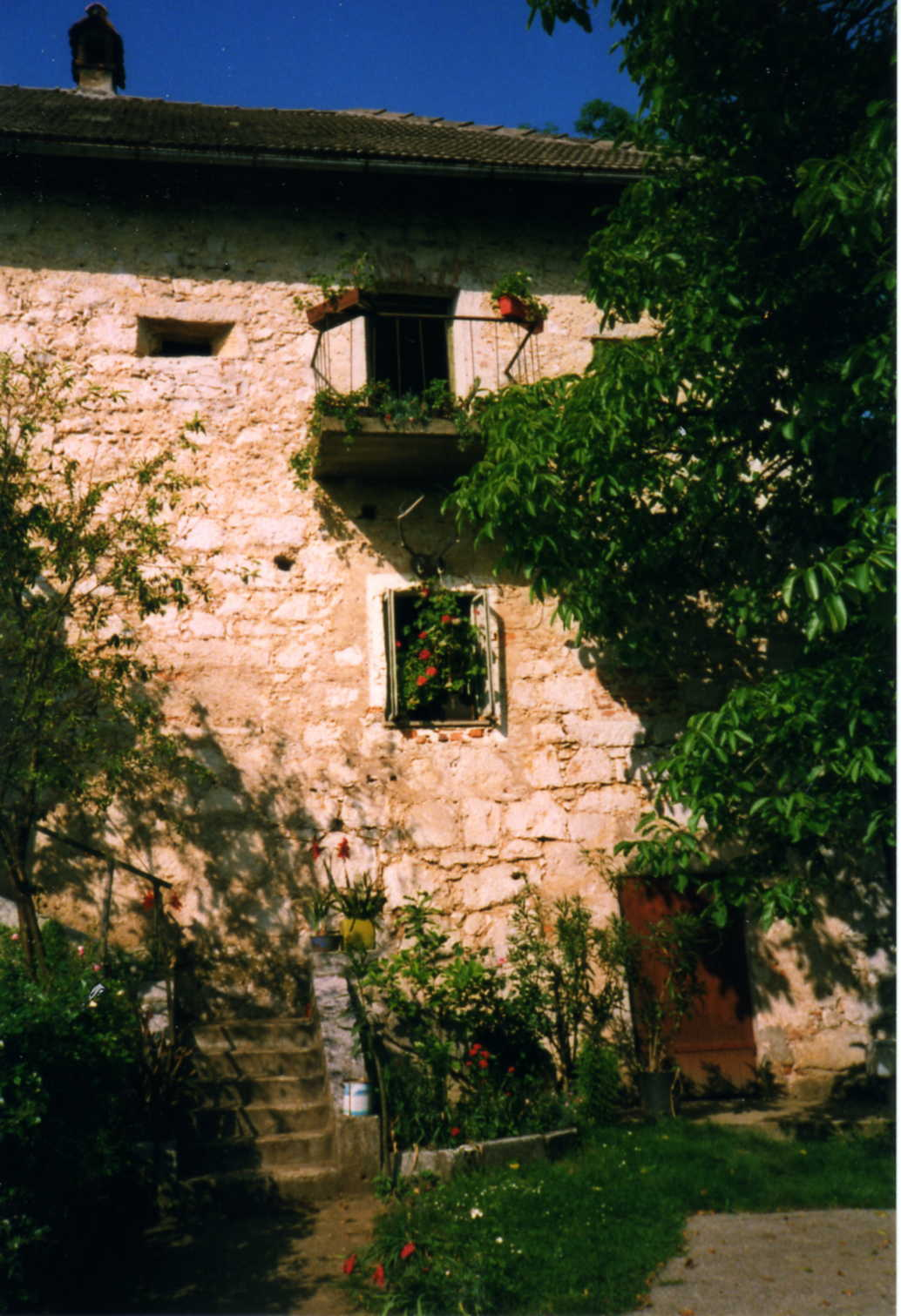
Einzig noch bewohntes Gebäude
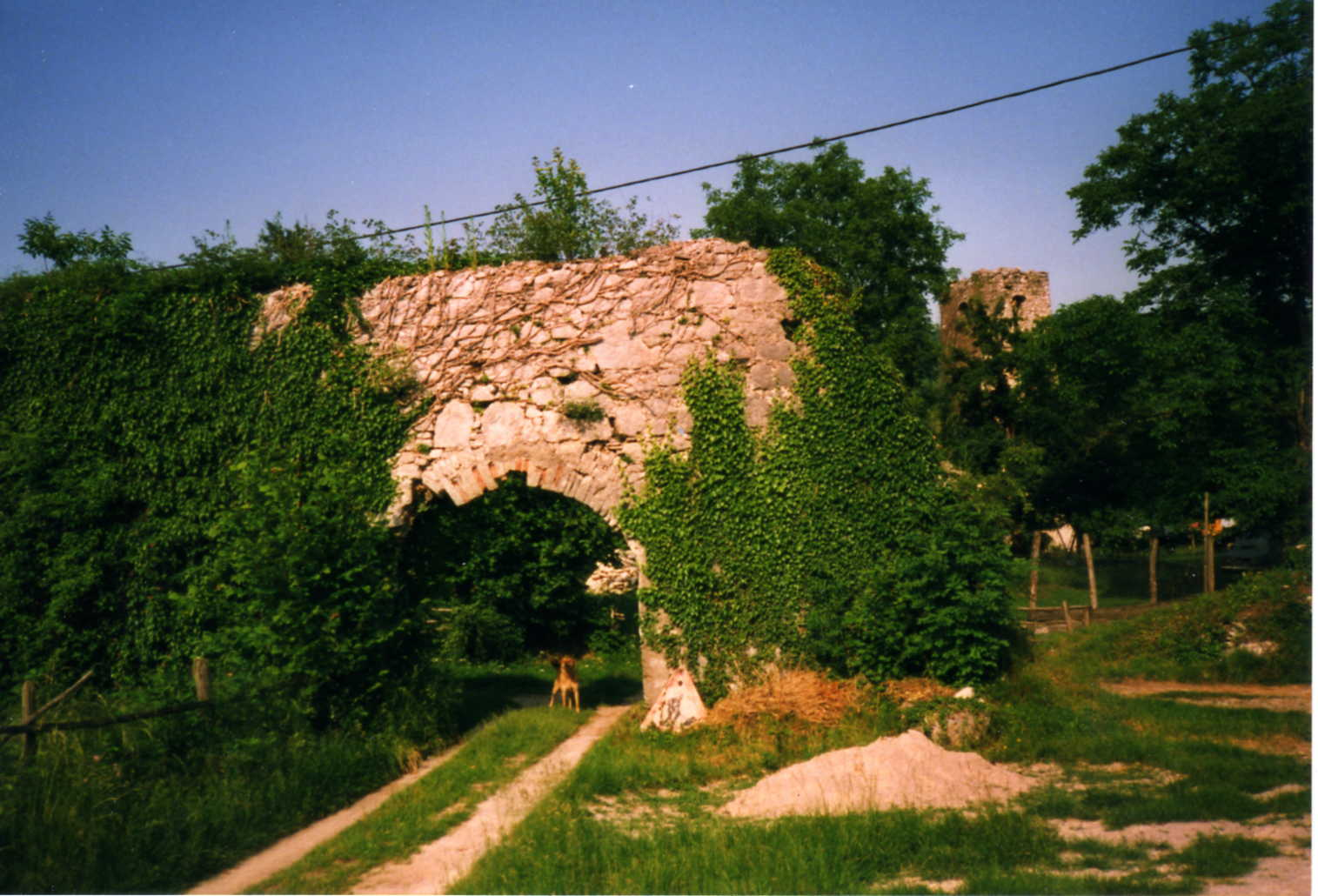
Tor
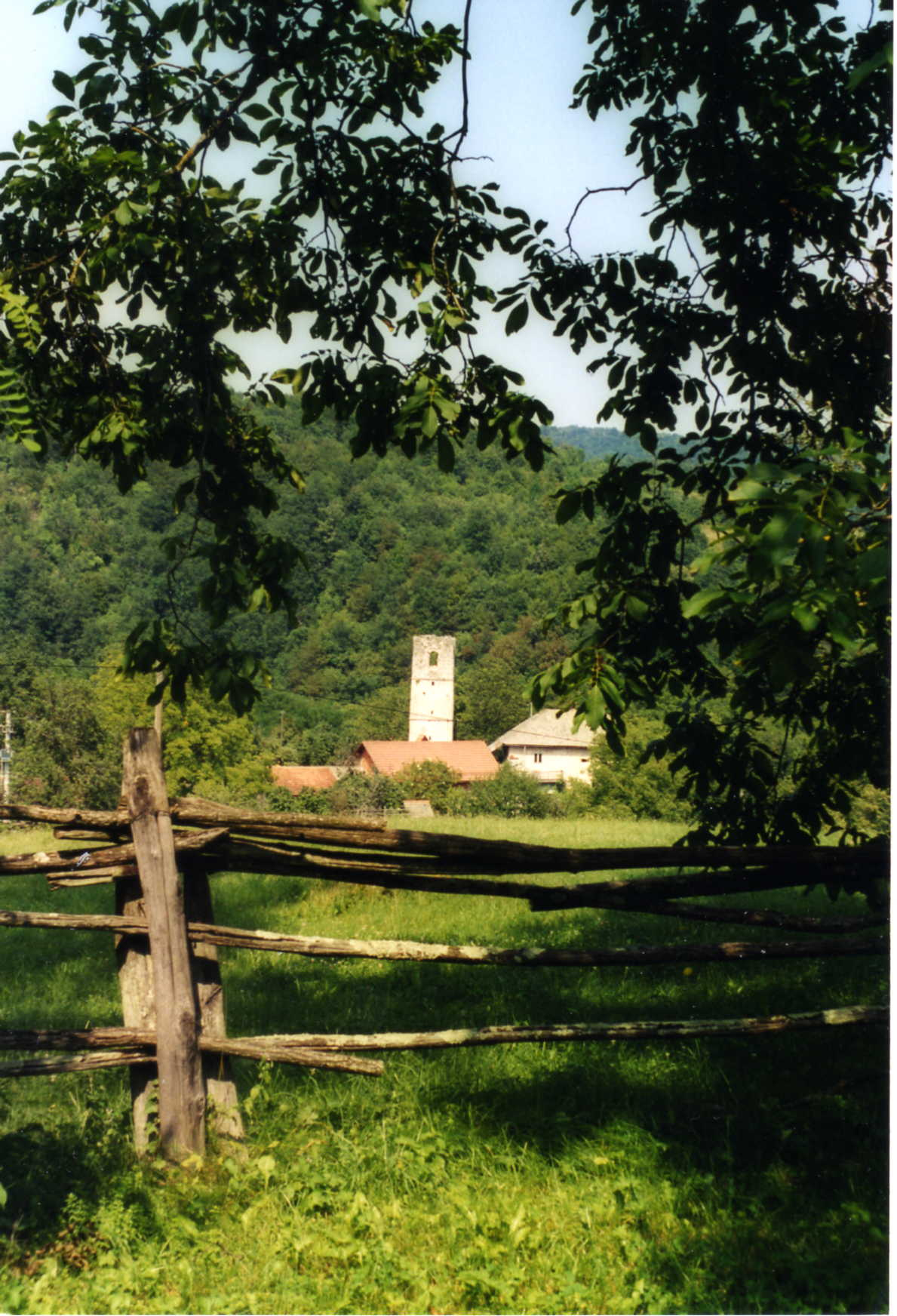
Ansicht mit Turm